# Sommesnil
Sommesnil là một xã thuộc tỉnh Seine-Maritime trong vùng Normandie miền bắc nước Pháp.

## Dân số
| 1962                                            | 1968 | 1975 | 1982 | 1990 | 1999 | 2006 |
| ----------------------------------------------- | ---- | ---- | ---- | ---- | ---- | ---- |
| 54                                              | 80   | 64   | 62   | 66   | 84   | 87   |
| Starting in 1962: Population without duplicates |      |      |      |      |      |      |